# Simplocaria semistriata
Simplocaria semistriata là một loài bọ cánh cứng trong họ Byrrhidae. Loài này được Fabricius miêu tả khoa học năm 1794.

## Hình ảnh

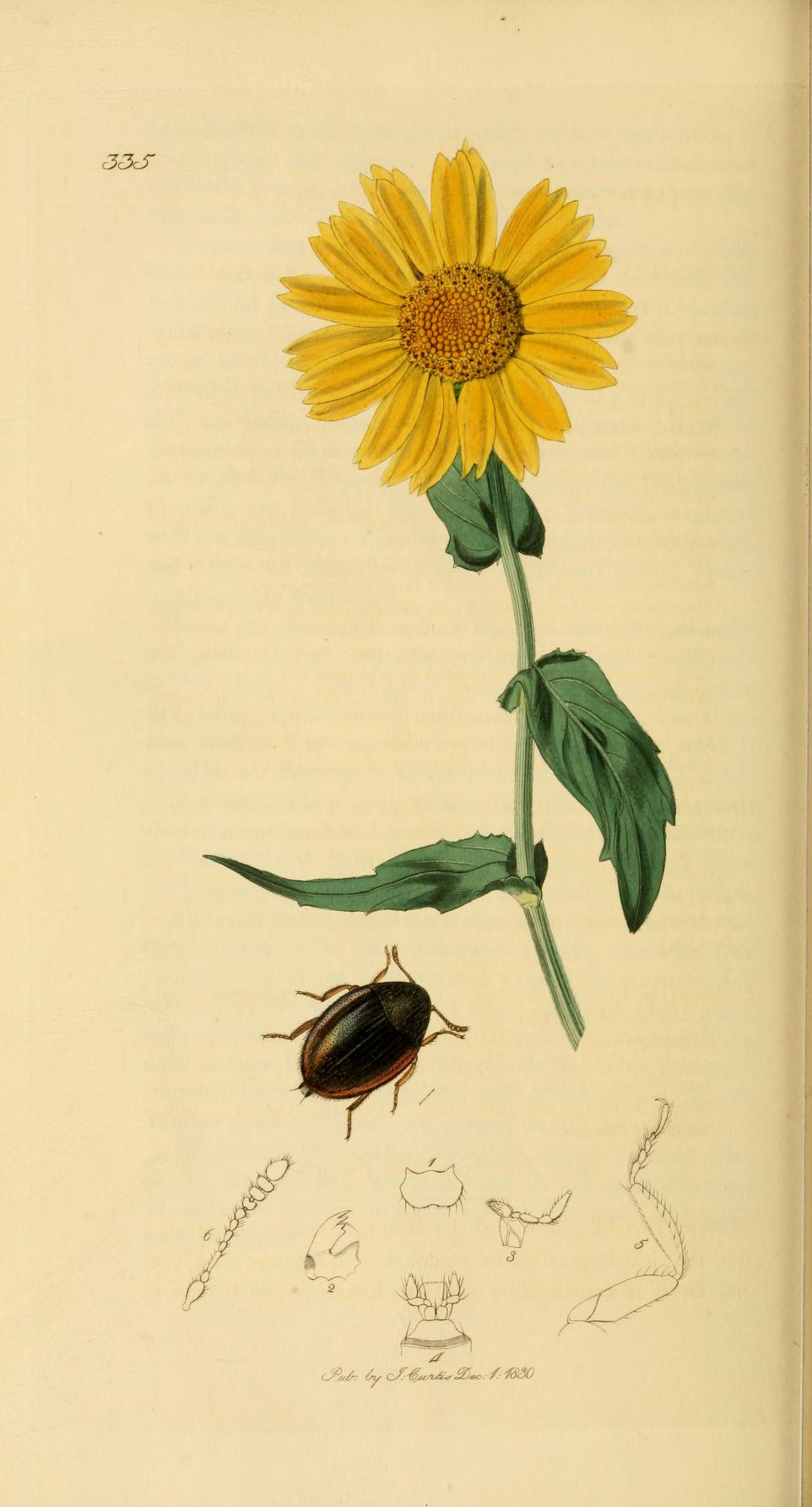
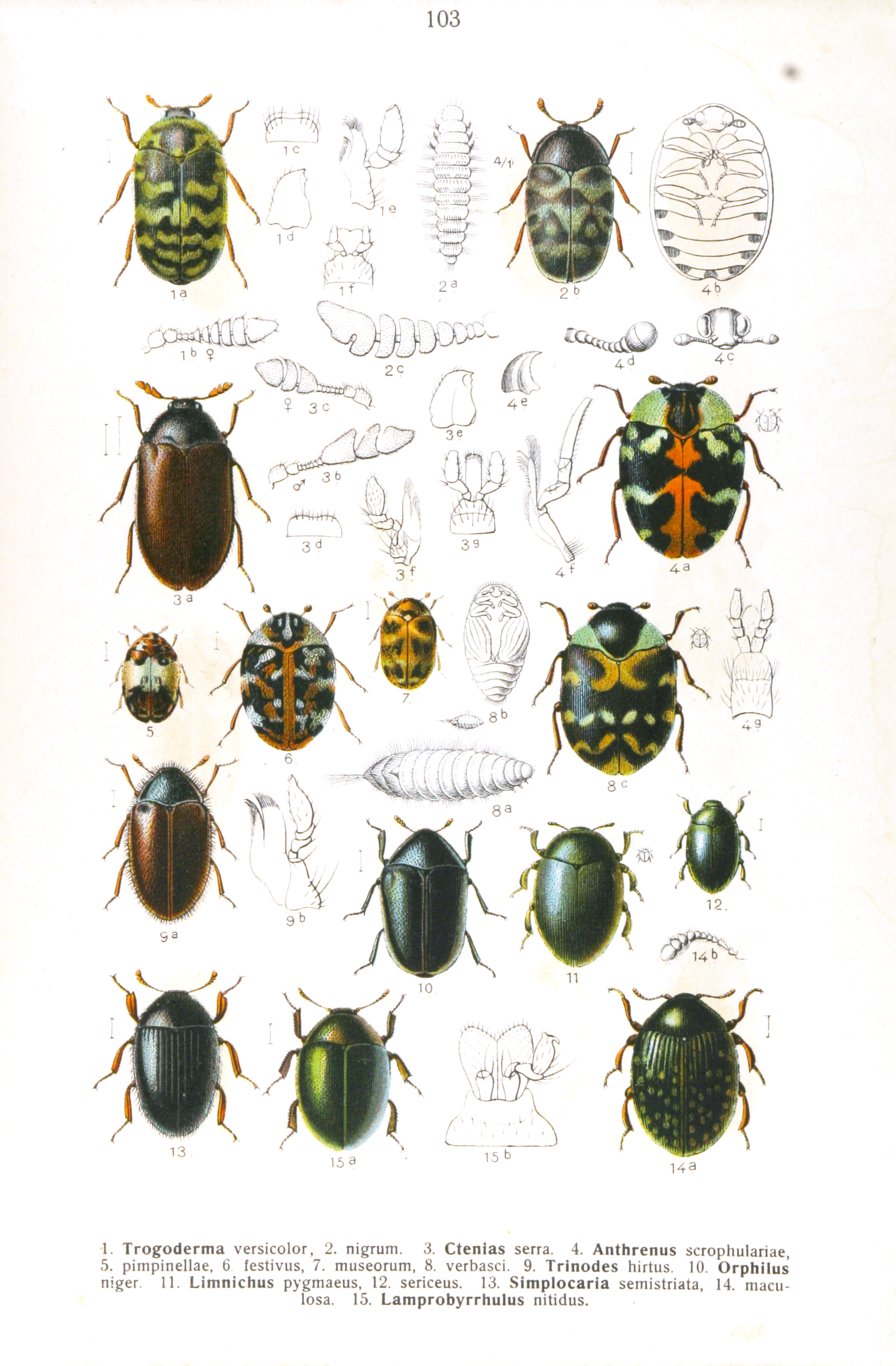
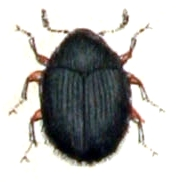